# Абрашина, Надежда Васильевна
Наде́жда Васи́льевна Абра́шина (урожд. Гаврилова; 21 февраля 1938, Евлашево, Куйбышевская область — 19 февраля 2018, Кузнецк, Пензенская область) ― бригадир раскройщиц Кузнецкой обувной фабрики Министерства лёгкой промышленности РСФСР, Герой Социалистического труда (1966).

## Биография
Родилась 21 февраля 1938 года в посёлке Евлашево (ныне — Пензенская область). По национальности ― русская.
Наде был год, когда умерла её мать, отец погиб в 1942 году на фронтах Великой Отечественной войны. Тётя заменила ей родную мать.
Трудовую деятельность Надежда Абрашина начала 1 сентября 1955 года, но надо было учиться какой-нибудь профессии и она пошла в техническое училище на обувное отделение. В 1956 году она окончила технического училища и стала работать в городе Кузнецке (Пензенская область) на обувной фабрике, сначало раскройщицей, а потом бригадиром раскройщиц.
На обувных фабриках особенно высоко ценится труд тех, кто умеет работать наиболее экономно. Труд расчётливых, ловких закройщиц бригады Надежды Абрашиной стал в то время знаменем соревнования обувщиков. В 1962 году она стала инициатором почина «Экономию на каждом рабочем месте — в технический прогресс предприятия». За опытом кузнецких закройщиц потянулись обувщики с других фабрик. Мастерство Абрашиной и её коллег стали изучать в школах передового опыта. В 1962 году её бригаде присвоено звание коммунистической.
Заочно окончила Кузнецкий промышленно-экономический техникум. В 1965 году вступила в ряды КПСС.
Указом Президиума Верховного Совета СССР от 9 июня 1966 года за выдающиеся заслуги в выполнении заданий семилетнего плана и достижение высоких технико-экономических показателей по производству продукции лёгкой промышленности Надежда Васильевна Абрашина была удостоена почётного звания «Герой Социалистического Труда» с вручением Ордена Ленина и Золотой медали «Серп и Молот».
В дальнейшем Надежда Абрашина работала старшим мастером на Кузнецком заводе приборов и конденсаторов в Пензенской области.
Избиралась депутатом Совета Союза Верховного Совета СССР 7-го созыва (1966—1970) от Пензенской области и Членом ЦК профсоюзов (1963—1966). Награждена Орденом Ленина (9 июня 1966 года), Орденом «Знак Почёта» и медалями.
Выйдя на заслуженный отдых, Абрашина проживала в Кузнецке, где умерла 19 февраля 2018 года, не дожив всего 2-х дней до своего 80-летия.